# Phirom Anpraszöt
Phirom Anpraszöt (angolosan: Pirom Un-Prasert, thaiul: ภิรมย์ อั๋นประเสริฐ, 1953. november 16. –) thaiföldi nemzetközi labdarúgó-játékvezető.

## Pályafutása

### Nemzeti játékvezetés
Játékvezetői vizsgáját követően lakókörzetének labdarúgó-szövetség által üzemeltetett labdarúgó bajnokságokban kezdte sportszolgálatát. A Thaiföldi labdarúgó-szövetség Játékvezető Bizottságának (JB) minősítésével Premier League játékvezetője. Küldési gyakorlat szerint rendszeres 4. bírói szolgálatot végzett. A nemzeti játékvezetéstől 1998-ban visszavonult.

### Nemzetközi játékvezetés
A Thaiföldi labdarúgó-szövetség JB terjesztette fel nemzetközi játékvezetőnek, a Nemzetközi Labdarúgó-szövetség (FIFA) 1993-tól tartotta nyilván bírói keretében. A FIFA JB központi nyelvei közül a angolt beszéli. A legismertebb thaiföldi játékvezető. Több nemzetek közötti válogatott és klubmérkőzést vezetett, vagy működő társának 4. bíróként segített. A thaiföldi nemzetközi játékvezetők rangsorában, a világbajnokság sorrendjében az első helyet foglalja el 2 találkozó szolgálatával. A  nemzetközi játékvezetéstől 1998-ban búcsúzott.

#### Labdarúgó-világbajnokság
Az 1994-es labdarúgó-világbajnokságon, az 1998-as labdarúgó-világbajnokságon a FIFA JB játékvezetőként alkalmazta. Az 1994-es volt az első labdarúgó-világbajnokság, ahol ténylegesen külön tevékenykedtek a játékvezetők és a segítő partbírók. A partbírók még nem kapcsolódtak szorosan a delegált nemzeti játékvezetőjükhöz. Selejtező mérkőzéseket az AFC és az OFC  zónákban vezetett. Világbajnokságon vezetett mérkőzéseinek száma: 2.

##### 1994-es labdarúgó-világbajnokság
| Időpont           | Helyszín                    | Mérkőzés típusa                     | Mérkőzés                                  | Eredmény |
| ----------------- | --------------------------- | ----------------------------------- | ----------------------------------------- | -------- |
| 1993. április 24. | Központi Stadion, Szingapúr | előselejtező (első kör; C. csoport) | Indonézia–Katar                           | 1 – 4    |
| 1993. április 28. | Központi Stadion, Szingapúr | előselejtező (első kör; C. csoport) | Indonéz labdarúgó-válogatott –Észak-Korea | 1 – 2    |
| 1993. május 2.    | Központi Stadion, Szingapúr | előselejtező (első kör; C. csoport) | Szingapúr–Indonéz labdarúgó-válogatott    | 2 – 1    |
| 1993. május 24.   | Városi Stadion, Irbid       | előselejtező (első kör; A. csoport) | Jordánia–Irak                             | 1 – 1    |
| 1993. május 30.   | Városi Stadion, Irbid       | előselejtező (első kör; A. csoport) | Iraki labdarúgó-válogatott –Kína          | 1 – 0    |

##### 1998-as labdarúgó-világbajnokság

###### Selejtező mérkőzés
| Időpont           | Helyszín                                   | Mérkőzés típusa                        | Mérkőzés                                                       | Eredmény | Nézők száma |
| ----------------- | ------------------------------------------ | -------------------------------------- | -------------------------------------------------------------- | -------- | ----------- |
| 1997. március 29. | Prince Abdullah Al Faisal Stadion, Dzsidda | előselejtező (első kör; 1. csoport)    | Szaúd-Arábia–Malajzia                                          | 3 – 0    | 15 000      |
| 1997. március 31. | Prince Abdullah Al Faisal Stadion, Dzsidda | előselejtező (első kör; 1. csoport)    | Banglades–Malajziai labdarúgó-válogatott                       | 0 – 1    | 6000        |
| 1997. május 24.   | Nemzeti Stadion, Szingapúr                 | előselejtező (első kör; 7. csoport)    | Szingapúri labdarúgó-válogatott–Libanon                        | 1 – 2    | 14 455      |
| 1997. június 9.   | Azadi Stadion, Teherán                     | előselejtező (első kör; 2. csoport)    | Irán–Kirgizisztán                                              | 3 – 1    | 50 000      |
| 1997. június 21.  | Marcel Saupin Stadion, Port Moresby        | előselejtező (második kör; 2. csoport) | Pápua Új-Guinea–Fidzsi-szigetek                                | 0 – 1    |             |
| 1997. október 3.  | Jinzhou Stadion, Talien                    | előselejtező (döntő A. csoport)        | Kínai labdarúgó-válogatott –Szaúd-arábiai labdarúgó-válogatott | 1 – 0    | 30 000      |
| 1997. október 12. | Zayed Sports City Stadion, Abu-Dzabi       | előselejtező (döntő B. csoport)        | Egyesült Arab Emírségek–Kazahsztán                             | 4 – 0    | 15 000      |
| 1997. október 31. | Azadi Stadion, Teherán                     | előselejtező (döntő B. csoport)        | Iráni labdarúgó-válogatott–Kuvait                              | 0 – 0    | 100 000     |

###### Világbajnoki mérkőzés
| Időpont          | Helyszín                    | Mérkőzés típusa              | Mérkőzés         | Eredmény | Nézők száma |
| ---------------- | --------------------------- | ---------------------------- | ---------------- | -------- | ----------- |
| 1998. június 10. | Mosson Stadion, Montpellier | csoportmérkőzés (A. csoport) | Marokkó–Norvégia | 2 – 2    | 29 800      |
| 1998. június 24. | Városi Stadion, Toulouse    | csoportmérkőzés (D. csoport) | Nigéria–Paraguay | 1 – 3    | 33 500      |

#### Női labdarúgó-világbajnokság
Az 1995-ös női labdarúgó-világbajnokságon a FIFA JB bíróként vette igénybe szolgálatát. A stabil női FIFA JBjátékvezetői kar kialakításáig előbb férfiak, majd vegyesen, később csak női játékvezetők tevékenykedtek.
| Időpont          | Helyszín                       | Mérkőzés típusa              | Mérkőzés                    | Eredmény | Nézők száma |
| ---------------- | ------------------------------ | ---------------------------- | --------------------------- | -------- | ----------- |
| 1995. június 8.  | Olimpiain Stadion, Helsingborg | csoportmérkőzés (B. csoport) | Nigéria–Kanada              | 3 – 3    | 250         |
| 1995. június 10. | Olimpiain Stadion, Helsingborg | csoportmérkőzés (C. csoport) | Egyesült Államok–Ausztrália | 4 – 1    | 1150        |
| 1995. június 13. | Tingvallen Stadion, Karlstad   | egyik negyeddöntő            | Norvégia–Dánia              | 3 – 1    | 4655        |

#### Konföderációs kupa
Az 1997-es konföderációs kupán a FIFA JB hivatalnokként alkalmazta.

##### 1997-es konföderációs kupa
| Időpont            | Helyszín                  | Mérkőzés típusa              | Mérkőzés                               | Eredmény | Nézők száma |
| ------------------ | ------------------------- | ---------------------------- | -------------------------------------- | -------- | ----------- |
| 1997. december 12. | Nemzetközi Stadion, Rijád | csoportmérkőzés (A. csoport) | Mexikó–Ausztrália                      | 1 – 3    | 15 000      |
| 1997. december 21. | Nemzetközi Stadion, Rijád | döntő                        | Brazília–Ausztrál labdarúgó-válogatott | 6 – 0    | 65 000      |

#### Ázsia-kupa
Az  1996-os Ázsia-kupa labdarúgó tornán az AFC JB bíróként vette igénybe szolgálatát.
| Időpont            | Helyszín                         | Mérkőzés típusa              | Mérkőzés                                                   | Eredmény | Nézők száma |
| ------------------ | -------------------------------- | ---------------------------- | ---------------------------------------------------------- | -------- | ----------- |
| 1996. december 4.  | Zájed Sejk Stadion, Abu-Dzabi    | csoportmérkőzés (A. csoport) | Egyesült arab emírségekbeli labdarúgó-válogatott–Dél-Korea | 1 – 1    | 16 000      |
| 1996. december 15. | Tahnún bin Mohammed Stadion, Ajn | egyik negyeddöntő            | Kuvaiti labdarúgó-válogatott–Japán labdarúgó-válogatott    | 0 – 3    | 2000        |

#### Olimpiai játékok
Az 1996. évi nyári olimpiai játékokon a FIFA JB bírói szolgálatra alkalmazta.
| Időpont          | Helyszín                         | Mérkőzés típusa              | Mérkőzés                    | Eredmény | Nézők száma |
| ---------------- | -------------------------------- | ---------------------------- | --------------------------- | -------- | ----------- |
| 1996. július 21. | Citrus Bowl Stadion, Orlando     | csoportmérkőzés (D. csoport) | Nigéria–Magyarország        | 1 – 0    | 25 303      |
| 1996. július 22. | Citrus Bowl Stadion, Orlando     | csoportmérkőzés (B. csoport) | Franciaország–Spanyolország | 1 – 1    | 16 773      |
| 1996. július 24. | Legion Field Stadion, Birmingham | csoportmérkőzés (A. csoport) | Argentína–Tunézia           | 1 – 1    | 16 826      |
| 1996. július 28. | Miami Orange Bowl Stadion, Miami | egyik negyeddöntő            | Brazília–Ghána              | 2 – 2    | 45 257      |

#### Dynasty Kupa
| Időpont             | Helyszín                    | Mérkőzés típusa | Mérkőzés                             | Eredmény | Nézők száma |
| ------------------- | --------------------------- | --------------- | ------------------------------------ | -------- | ----------- |
| 1992. augusztus 24. | Központi Stadion, Kína      | csoportmérkőzés | Kína–Japán labdarúgó-válogatott      | 0 – 2    | 60 000      |
| 1992. augusztus 29. | Marcel Saupin Stadion, Kína | döntő           | Japán labdarúgó-válogatott–Dél-Korea | 2 – 2    | 15 000      |

#### Kirin Kupa
| Időpont         | Helyszín                   | Mérkőzés típusa | Mérkőzés                                                 | Eredmény | Nézők száma |
| --------------- | -------------------------- | --------------- | -------------------------------------------------------- | -------- | ----------- |
| 1994. május 22. | Központi Stadion, Hirosima | csoportmérkőzés | Japán labdarúgó-válogatott–Ausztrál labdarúgó-válogatott | 1 – 1    | 27 350      |

## Sportvezetőként
Pályafutását befejezve a Thaiföldi Labdarúgó-szövetség JB elnöke. Az AFC JB ellenőre.

## Szakmai sikerek
Az Ázsiai Labdarúgó-szövetség (AFC) JB 1996-ban az Év Játékvezetője elismerő címmel jutalmazta.